# Liste der Monuments historiques in Bellot (Seine-et-Marne)
Die Liste der Monuments historiques in Bellot (Seine-et-Marne) führt die Monuments historiques in der französischen Gemeinde Bellot auf.

## Liste der Bauwerke
| Bezeichnung              | Beschreibung | Standort | Kennzeichnung | Schutzstatus | Datum | Bild           |
| ------------------------ | ------------ | -------- | ------------- | ------------ | ----- | -------------- |
| Kirche St-Loup-de-Troyes |              | (Lage)   | PA00086814    | Inscrit      | 1926  | weitere Bilder |

## Liste der Objekte

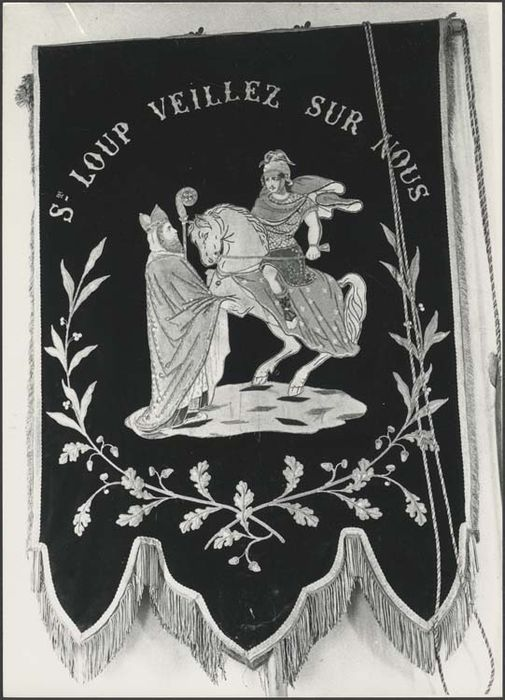
Prozessionsfahne (19. Jahrhundert) mit der Darstellung des heiligen Loup in der Kirche St-Loup-de-Troyes

- Monuments historiques (Objekte) in Bellot (Seine-et-Marne) in der Base Palissy des französischen Kultusministeriums